# Eunice kerguelensis
Eunice kerguelensis är en ringmaskart som beskrevs av Averincev 1972. Eunice kerguelensis ingår i släktet Eunice och familjen Eunicidae. Inga underarter finns listade i Catalogue of Life.